# João Carlos da Silva
João Carlos da Silva (Ilha Terceira, Açores, Portugal ? — ?) foi um político português.
Foi governador civil substituto do Distrito de Angra do Heroísmo desde 28 de Outubro de 1890 a 2 de Março de 1891; e desde 19 de Agosto de 1891 a 24 de Setembro de 1892, foi na ilha Terceira  Cônsul da Alemanha, vice-cônsul do Brasil, membro da Junta Geral de Angra e da Comissão do Cofre da Caridade.